# Оборско съкровище
Оборското съкровище (на гръцки: Ο Θησαυρός της Αραβησσού) са шест златни артефакта от Новокаменната епоха, открити в Ениджевардарско и изложени в Солунския археологически музей, Гърция.

## Място на откриване
Съкровището е открито случайно в Оборското праисторическо селище край село Обор (Арависос) и изселеното село Градище и се смята, че произхожда от некропол, който към 2024 година не е локализиран.

## Описание
Съкровището датира от Късния неолит – приблизително 4500 – 3200 г. пр. Хр. Представлява съвкупност от шест златни артефакта: 2 пръстеновидни висулки, 2 лентовидни елипсовидни листа, 1 дисковиден лист и 1 пръстен. Артефактите принадлежат към известни типове от други находища в Беломорието, Балканите и Черно море.
Смята се, че пръстеновидните висулки от ковани листове са схематични изображения на човешка фигура. Те са тълкувани като апотропейни или религиозни символи. Подобни артефакти, изработени от други материали като сребро, мрамор, камък или глина, са открити на много места из Гърция. Скален релеф от Плака на остров Андрос изобразява фигури с пръстеновидни висулки, завързани около китките им.
Златните артефакти от Обор показват способността на неолитните хора да придобиват лични престижни предмети, които понякога придружават собствениците си в отвъдния живот. Това е индикация за грижата на общността за починалия и инвестицията в идеологията на смъртта като част от общностните вярвания, споделяни в неолитното общество.